# Jevhen Isajenko
Jevhen Yurijovyč Isajenko (in ucraino Євген Юрійович Ісаєнко?; Vinnycja, 7 agosto 2000) è un calciatore ucraino, attaccante del Metalist.

## Caratteristiche tecniche
È un centravanti.

## Carriera

### Club
Cresciuto nel settore giovanile della Dinamo Kiev, debutta in prima squadra il 13 aprile 2019 in occasione dell'incontro di Prem"jer-liha vinto 1-0 contro il Mariupol'.

### Nazionale
Ha giocato nelle nazionali giovanili ucraine Under-16, Under-17, Under-19 ed Under-21.

## Statistiche

### Presenze e reti nei club
Statistiche aggiornate al 20 settembre 2021.
| Stagione        | Squadra         | Campionato      | Campionato | Campionato | Coppe nazionali | Coppe nazionali | Coppe nazionali | Coppe continentali | Coppe continentali | Coppe continentali | Altre coppe | Altre coppe | Altre coppe | Totale | Totale |
| Stagione        | Squadra         | Comp            | Pres       | Reti       | Comp            | Pres            | Reti            | Comp               | Pres               | Reti               | Comp        | Pres        | Reti        | Pres   | Reti   |
| --------------- | --------------- | --------------- | ---------- | ---------- | --------------- | --------------- | --------------- | ------------------ | ------------------ | ------------------ | ----------- | ----------- | ----------- | ------ | ------ |
| 2018-2019       | Dinamo Kiev     | PL              | 2          | 0          | CU              | 0               | 0               |                    | -                  | -                  |             | -           | -           | 2      | 0      |
| 2020-2021       | Kolos Kovalivka | PL              | 15         | 1          | CU              | 2               | 0               | UEL                | 0                  | 0                  |             | -           | -           | 17     | 1      |
| 2021-2022       | Čornomorec'     | PL              | 8          | 0          | CU              | 0               | 0               |                    | -                  | -                  |             | -           | -           | 8      | 0      |
| Totale carriera | Totale carriera | Totale carriera | 25         | 1          |                 | 2               | 0               |                    | 0                  | 0                  |             | -           | -           | 27     | 1      |